# Sarnois
Sarnois ist eine französische Gemeinde mit 350 Einwohnern (Stand 1. Januar 2022) im Département Oise in der Region Hauts-de-France. Die Gemeinde liegt im Arrondissement Beauvais und ist Teil der Communauté de communes de la Picardie Verte und des Kantons Grandvilliers.

## Geographie
Die Gemeinde liegt abseits der früheren Route nationale 15bis rund zwei Kilometer nordwestlich von Grandvilliers. Das Gemeindegebiet erstreckt sich im Osten bis über die frühere Route nationale 1 hinaus.

## Einwohner
| 1962 | 1968 | 1975 | 1982 | 1990 | 1999 | 2006 | 2011 |
| ---- | ---- | ---- | ---- | ---- | ---- | ---- | ---- |
| 273  | 260  | 241  | 230  | 216  | 235  | 294  | 329  |

## Verwaltung
Bürgermeister (maire) ist seit 2008 Lionel Bouchart.